# 比斯特购物村
比斯特购物村（英語：Bicester Village）是位于英国比斯特郊外的一家购物中心，以向游客出售打折名牌商品为主。

## 历史
1995年由美国人斯科特·马尔金（Scott Malkin）開辦。2017年10月19日，擴建後的比斯特购物村開業。